# 艾格兰
艾格兰（法語：Aiglun，法語發音：[ɛɡlœ̃]）是法国上普罗旺斯阿尔卑斯省的一个市镇，属于迪涅莱班区。

## 地理
艾格兰（44°3'13"N, 6°8'26"E）面积14.89 平方千米，位于法国普罗旺斯-阿尔卑斯-蓝色海岸大区上普罗旺斯阿尔卑斯省，该省份为法国东南部内陆省份，北起上阿尔卑斯省，西接沃克吕兹省，西北接德龙省，南至瓦尔省，东临滨海阿尔卑斯省，东北部与意大利接壤。
与艾格兰接壤的市镇（或旧市镇、城区）包括：巴拉斯、勒沙福-圣瑞尔松、尚泰西耶、迪涅莱班、马勒穆瓦松、米拉博。

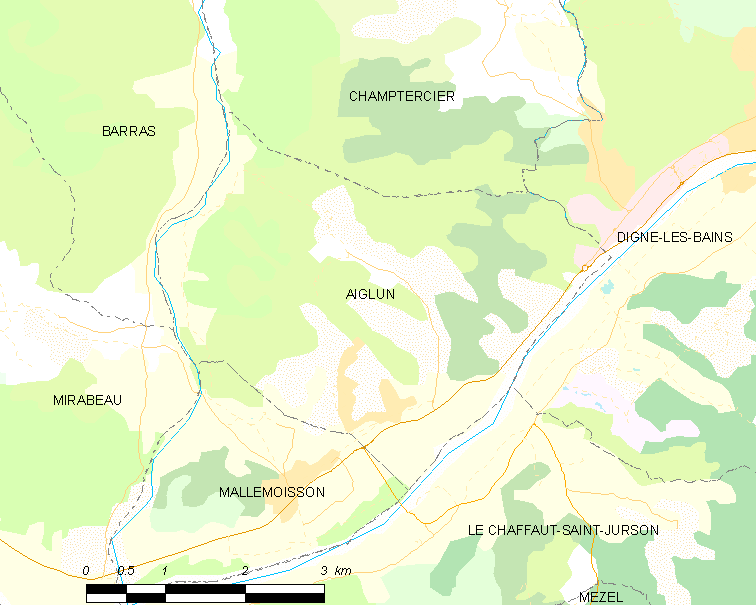
艾格兰的OSM定位图

艾格兰的时区为UTC+01:00、UTC+02:00（夏令时）。

## 行政
艾格兰的邮政编码为04510，INSEE市镇编码为04001。

## 政治
艾格兰所属的省级选区为迪涅莱班第二县。

## 人口

1962-2008年间艾格兰人口变化图示

艾格兰于2022年1月1日时的人口数量为1406人。